# For No One
«For No One» (с англ. — «Ни для кого») — песня группы The Beatles, написанная Полом Маккартни. Впервые появилась на седьмом студийном альбоме группы Revolver в 1966 году.

## История создания
Маккартни написал песню в марте 1966 года во время каникул в Швейцарии, где отдыхал со своей девушкой Джейн Эшер. Первоначально песня называлась «Why Did It Die?». Позже музыкант вспоминал:

Я впервые отправился в Швейцарию кататься на лыжах. На лыжи я встал на съёмках фильма «На помощь!», и это мне понравилось, поэтому я вернулся туда и в конце концов засел в тесной ванной какого-то швейцарского замка и написал «For No One». Помню нисходящую басовую тему, на которой построена вся песня, помню персонаж из неё — девушку, накладывающую макияж.
Запись ритм-трека была сделана Полом (фортепиано) и Ринго (ударные) 9 мая 1966 года. Потом были сделаны наложения бас-гитары, бубна, вокала (16 мая) и валторны (19 мая). Довольно продолжительное соло на валторне исполняет Алан Сивил из Лондонской филармонии (мелодию сочинил Маккартни, а нотировал аранжировщик и продюсер группы Джордж Мартин, причём он оставил fis и gis второй октавы, которые выходят за пределы нормального валторнового диапазона). Об инструментовке этой песни Мартин впоследствии вспоминал:

Мелодия «For No One» сыграна на моих собственных клавикордах. Я принёс их из дома, потому что считал, что они красиво звучат; записывать такой инструмент было непривычно, а сыграл на нём Пол. Но нам нужен был ещё и неожиданный духовой инструмент, и он выбрал валторну.
Пол не сразу понял, как блестяще играет Алан Сивил. То, что он сыграл, было грандиозно, но Пол сказал: «По-моему, ты сможешь сыграть и получше. Я не прав, Алан?» Алан чуть не взорвался. Конечно, лучше он не сыграл, и то, что он сыграл, — это то, что вы и сейчас слышите на пластинке.

## Кавер-версии
Песня неоднократно перепевалась многими исполнителями, в том числе:
- Николай Расторгуев с группой Любэ записали кавер-версию «For No One», которая вошла в альбом «The Beatles Tribute» в 2007 году
- Мерет Беккер на альбоме 2001 года Fragiles.
- Силлой Блэк в 1966 году.
- Флойдом Крамером в 1967 году.
- Лайзой Миннелли на альбоме 1967 года Liza Minnelli.
- Эммилу Харрис в 1975 году на альбоме Pieces of the Sky.
- Каэтану Велозу в 1975 году на пластинке Qualquer Coisa.
- В 1992 году Морин Макговерн записала музыкальное попурри, состоящее из двух песен группы — «For No One» / «Things We Said Today». Запись вошла в альбом Baby I’m Yours.
- Самим Полом Маккартни, записавшим новую версию для саундтрека к фильму 1984 года «Передай привет Брод-стрит».
- В 2001 году Анне Софи фон Оттер и Элвис Костелло записали песню «For No One», выпущенную на альбоме For the Stars.
- Андре Марковиччи на альбоме 2000 года Here, There and Everywhere.
- Рики Ли Джонс на альбоме 2000 года It’s Like This.
- группой «Gregorian» на альбоме 2003 года Masters of Chant Chapter IV.
- Пэтом Динизайо на альбоме 2006 года This Is Pat DiNizio.
- Дайаной Крол на альбоме 2009 года Quiet Nights.
- Элизабет Гиллиес в 2012 году

## В записи участвовали
- Пол Маккартни — ведущий вокал, бас-гитара, фортепиано, клавикорд
- Ринго Старр — барабаны, тамбурина, маракас.
- Алан Сивил — валторна.